# Bibliographie générale sur les thèmes bibliques
(ordre chronologique)
Voir Projet:Bible
- Jacques Guillet. Thèmes bibliques, études sur l'expression et le développement de la Révélation. Collection « Théologie » n°18, Paris, Éditions Montaigne 1954 (2e édition)
- M. E. Boismard. A. Descamps. A. Gelin. J. Giblet. J. Guillet. Sœur Jeanne d'Arc..., Grands thèmes bibliques, Paris, Éditions du Feu nouveau, 1958
- Adalbert-Gautier Hamman, Thèmes et figures bibliques, Coll. « Les Pères dans la foi », Desclée de Brouwer, 1984.  (ISBN 2-220-02479-2)
- Alain Marchadour, Grands thèmes bibliques : naissance et affirmation de la foi, collection « Petite encyclopédie moderne du christianisme », Desclée de Brouwer, 1987.  (ISBN 2-220-02670-1)
- Maurice Gilbert, Il a parlé par les prophètes : thèmes et figures bibliques, collection « Connaître et croire » n°1, Namur, Édition Lessius, 1998,  (ISBN 2-87037-244-2)
- R. Martin-Achard, Dieu de toutes les fidélités : les grands thèmes bibliques à travers les célébrations d'Israël, Poliez-le-Grand (Suisse), Édition du Moulin ; [diff. Desclée de Brouwer], 1997.  (ISBN 2-220-04550-1)
- Collectif, Table pastorale de la Bible,  Lethielleux , 1974, 2011 (2e édition)
- Collectif, Vocabulaire de théologie biblique, Cerf, 2013 (multiples rééditions)